# Mercancías en consignación
La palabra consignar significa dirigir a un consignatario, por lo que las mercancías en consignación son aquellas en las que una persona llamada "consignador", "comitente" o "remitente" le envía mercancía a otra denominada "consignatario", "comisionista" o "destinatario", para que sean vendidas en su nombre o representación y de acuerdo a las condiciones estipuladas por él.

## Procedimiento de control de mercancías
Para el registro de las operaciones relacionadas con mercancías en consignación, existen los mismos procedimientos generalmente utilizados para el control de mercancías manejadas en la misma empresa, los cuales son: 
- Global o mercancías generales.
- Analítico o pormenorizado.
- Inventarios perpetuos o continuos.

### Registro contable por el método de inventarios perpetuos
Consiste en registrar las operaciones que originan las mercancías en consignación, de tal manera que se pueda conocer en cualquier momento el importe del inventario final de mercancías en poder del comisionista, el costo de venta de las mercancías en consignación y el importe de las ventas realizadas a través del comisionista para poder determinar realmente la utilidad o pérdida de mercancías en consignación. 
La relación de cuentas es: 
- Almacén - Mercancías en consignación.
- Costo de venta - Costo de venta mercancías en consignación.
- Ventas - Ventas en consignación.

### Costo de venta
Se carga del costo de las ventas efectuadas por el comisionista del importe de los gastos implicados, tales como fletes, acarreos, seguros, almacenaje, comisiones y otros, originados por el envío, administración y venta de las mercancías en consignación efectuadas por el comisionista o por el comitente. 
Su saldo es deudor y representa el costo de venta de las mercancías en consignación. Al finalizar el ejercicio se abona por su saldo contra pérdidas y ganancias. 

### Ventas en consignación
Se abona del precio de venta de las mercancías vendidas por el comisionista. Se carga del precio de venta de las mercancías devueltas al comisionista, de las rebajas y descuentos sobre ventas otorgados por las ventas en consignación. Su saldo es acreedor y representa el importe de las ventas netas en consignación. Al finalizar el ejercicio se carga por su saldo contra pérdidas y ganancias.

### Mercancías en consignación
Se carga del costo de las mercancías que se remiten al comisionista, se abona del costo de las mercancías devueltas por el comisionista, además del costo de las ventas efectuadas por el comisionista y se carga de las devoluciones efectuadas al comisionista. 
Su saldo es deudor y representa el costo del inventario final de mercancías en poder del comisionista y se presenta en el estado de situación financiera dentro del activo circulante, después de la cuenta de almacén.